# Melkart

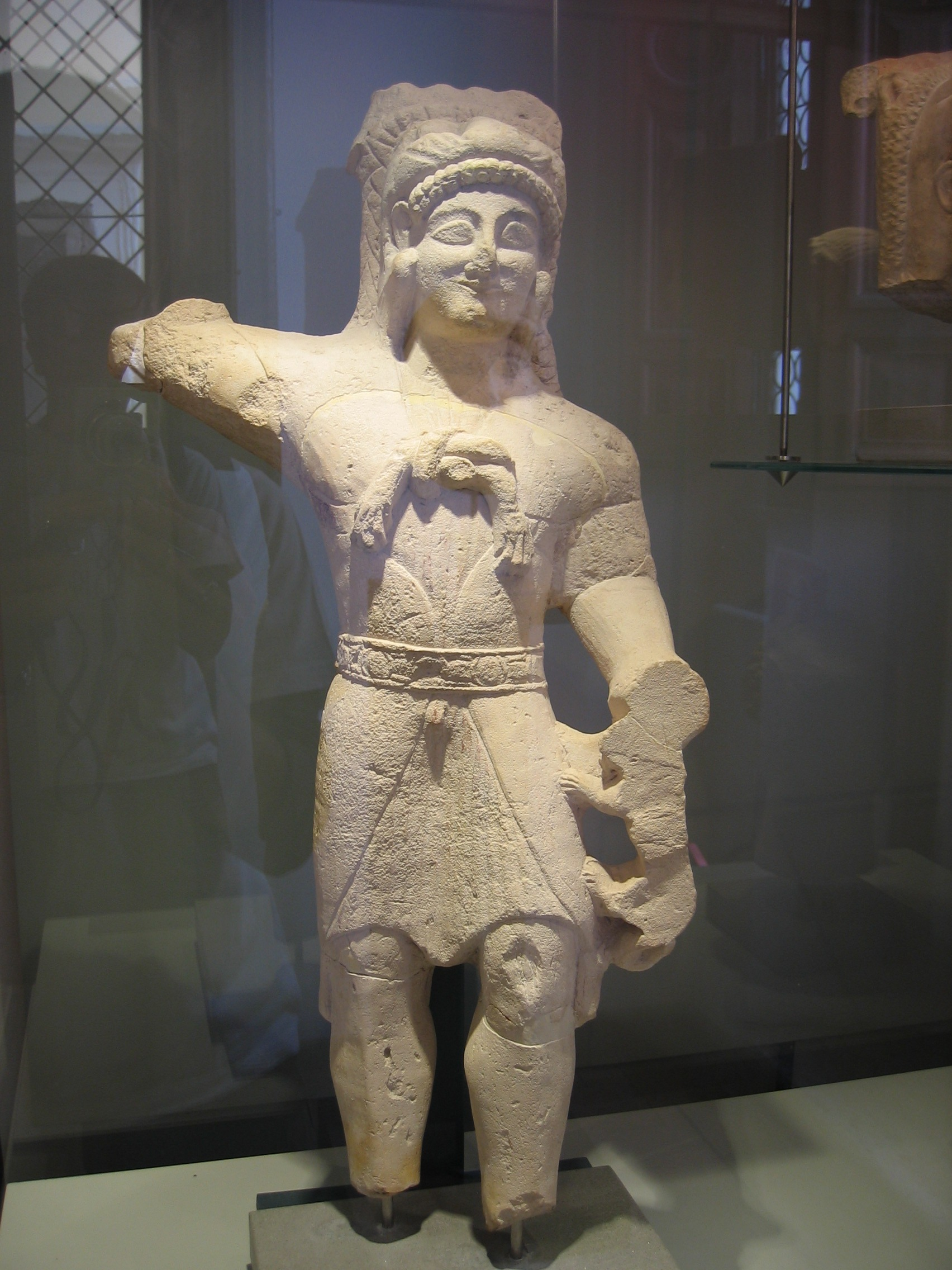
Herakles-Melkart, Stadtgott von Tyros (Zypern, 5. Jahrhundert v. Chr., Museo Barracco, Rom)

Melkart oder Melqart, eigentlich Milk-Qart („Stadtkönig“, Baal von Tyros), war der Hauptgott der phönizischen Stadt Tyros. Oft wird er in Inschriften als Ba‘l Ṣūr (Herr von Tyros) bezeichnet. Er wurde auch in deren Tochterstadt Karthago verehrt. Er gilt als Schutzgott der Schifffahrt und der Kolonisation, dem die Bezähmung der wilden Stämme an fernen Küsten, die Gründung der phönizischen Tochterstädte, die Einführung von Ordnung und Gesetz unter den Menschen zugeschrieben wird. Auf einer Münze wird er abgebildet, wie er auf einem Seepferd reitet. Später galt er auch als Sonnengott, in welchem die wohltätige und die verderbliche Macht des Himmels (Ba'al und Moloch) vereinigt erscheinen, der die feindseligen Zeichen des Tierkreises überwindet und das Gestirn von der Sommerglut und der Winterkälte immer wieder zur wohltuenden Wirkung zurückführt. Auf seinem Altar brannte ein ewiges Feuer. In Interpretatio Graeca wird er mit Herakles gleichgesetzt und oft als „Tyrischer Herakles“ bezeichnet.

## Herakles Melkart
Von den Griechen wurde er schon zur Zeit von Herodot mit Herakles identifiziert. So bezeichnet Herodot den Tempel des tyrischen Stadtgottes als Tempel des Herakles und berichtet, dass sich in dem Tempel zwei Säulen befänden, eine aus Gold geformt, die andere aus Smaragd und so groß, dass sie im Dunklen leuchte. Lukian unterscheidet jedoch ausdrücklich den griechischen Herakles vom tyrischen Herakles, der weit älter sei.
Später beschreibt Strabon den westlichsten Tempel vom Tyrischen Herakles, in der Nähe der Ostküste der Insel Gades/Gadeira (modern Cádiz). Strabo schreibt, dass die zwei, jeweils acht Ellen hohen Bronze-Säulen im Tempel, die vielen, die den Ort besuchten weithin verkündeten, die wahren Säulen des Herakles zu sein und dort Herakles Opfergaben darzubieten hatten.
Im spätantiken Epos Dionysiaka des Nonnos von Panopolis besucht Dionysos auf dem Heimweg vom Krieg gegen die Inder Tyros und den Tempel des Gottes, der hier als Herakles Astrochiton („Herakles mit dem Sternenkleid“) erscheint. Dionysos preist den Gott in einer hymnischen Rede. Dieser berichtet ihm die Gründungslegende von Tyros.
Dieser Legende zufolge wurde Tyros auf zuvor durch das Meer wandernden Felsen gegründet, die erst zur Ruhe kamen, als auf ihnen das Blut eines Adlers vergossen wurde. Dieser Adler nistete in den Zweigen eines Ölbaumes, der von einer Schlange umringelt in immerwährendem, aus einer Schale aufsteigendem Feuer stand, ohne dass Baum, Adler und Schlange vom Feuer verzehrt worden wären. Noch auf Münzen aus der Zeit Elagabals erscheint ein Ölbaum zwischen zwei bienenkorbförmigen Steinen. Unklar ist, ob die beiden Steine für die beiden sagenhaften Felsen stehen, auf denen Tyros gegründet wurde, oder ob es aus den semitischen Heiligtümern bekannte Kultsteine (Bätylen) sind, entsprechend den Säulen, von denen Herodot berichtet. Die Felsen oder Steine wurden als ambrosische Felsen (ἀμβρόσιε πέτρε) bezeichnet. Darunter kann man Kultsteine verstehen, die mit Butter, Öl oder Honig gesalbt wurden.
In der griechischen Mythologie galt Herakles Melkart nicht nur als Gründer von Tyros, sondern auch als Entdecker des Färbens mit Purpur. Herakles soll demnach einst einer Nymphe namens Tyros nachgestellt haben. Als der Hund des Herakles in eine auf einer Klippe am Meer sitzende Purpurschnecke biss und seine Lefzen sich mit einem schönen Rot färbten, erklärte die Nymphe, Herakles erst wieder empfangen zu wollen, wenn er ihr ein Kleid mit dieser Farbe verschafft habe.
Aufgrund der Ähnlichkeit des Namens wurde eine Identifizierbarkeit mit dem griechischen Melikertes vermutet, die Namensähnlichkeit scheint jedoch zufällig zu sein.

## Heiligtümer

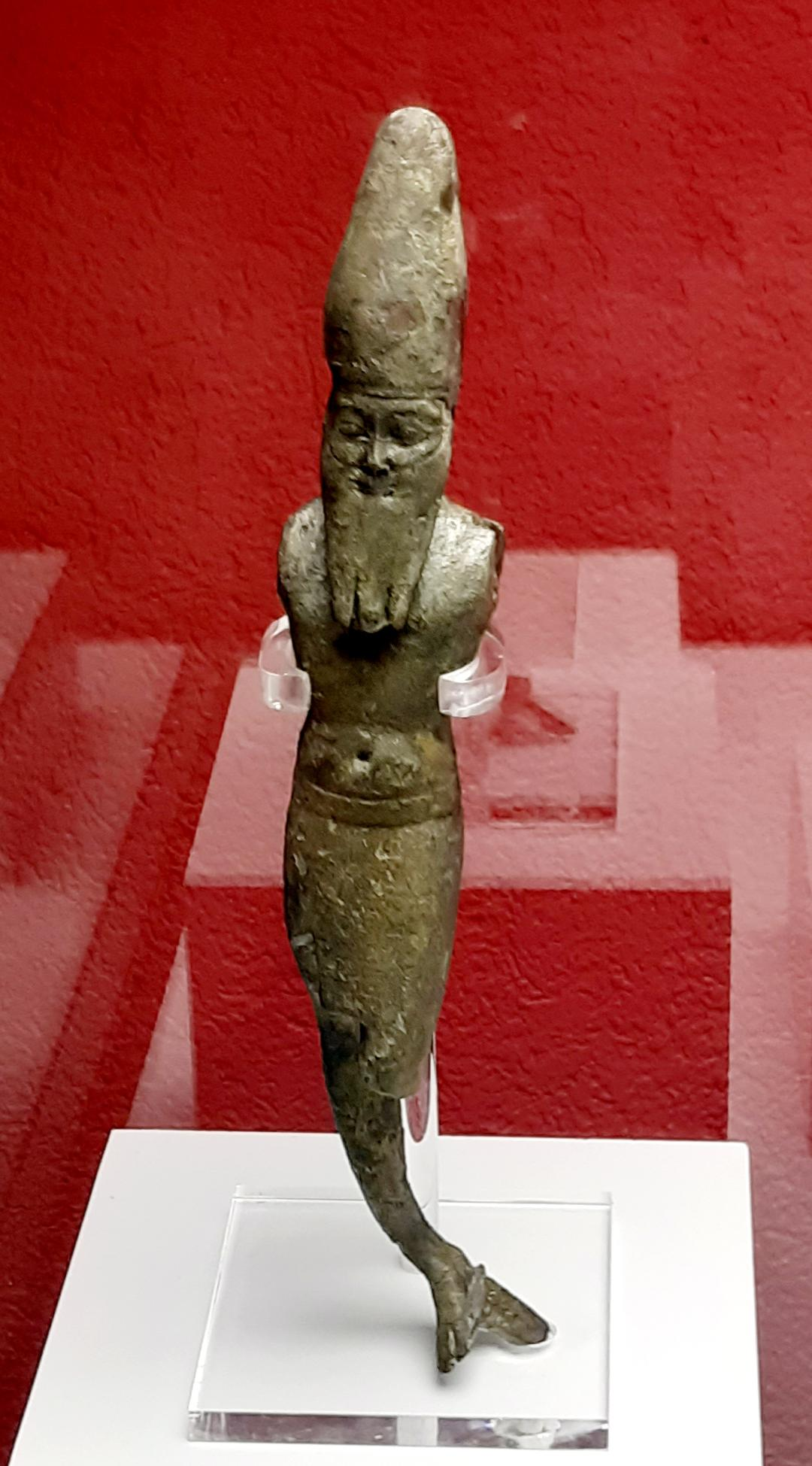
Statuette des Melkart, 7. Jahrhundert v. Chr., heute im Museum von Cádiz

Ein  berühmtes Heiligtum des Melkart bestand in Cádiz, einer Gründung der Phönizier (auf der Isla de Sancti Petri), welches Hannibal vor seinem berühmten Zug über die Alpen besucht haben soll. Der almoravidische Statthalter zerstörte es 1146 auf der Suche nach einem sagenhaften Schatz. Auch in Kition auf Zypern befand sich ein Melkart-Heiligtum.